# Gerhart Ellert
Gerhart Ellert war das männliche Pseudonym für die österreichische Schriftstellerin Gertrud Schmirger (* 26. Jänner 1900 in Wolfsberg; † 7. Mai 1975 ebenda). Sie verfasste zahlreiche historische Romane und Reisebeschreibungen. Zentralgestalten ihrer Romane waren u. a. Papst Silvester II., Attila, Mohammed, Paulus aus Tarsos, Karl V., Michelangelo, Wallenstein und Richelieu.

## Leben
Gertrud Schmirger war das einzige Kind des Wolfsberger Primararztes Camillo Schmirger und seiner Frau Gabrielle. Sie wurde am 26. Jänner 1900 geboren und besuchte keine öffentliche Volksschule, sondern lernte zu Hause lesen und schreiben. Ihre rege Phantasie erfand schon früh kleine Geschichten. Etwas älter geworden, nahm sie Privatstunden im Benediktinerstift St. Paul. Die Zeit im dortigen Konvikt prägte das Mädchen nachhaltig, die Kontakte zu den Mönchen sollten nie mehr abreißen. Nach der mit Auszeichnung bestandenen Matura betrieb sie Hochschulstudien in Wien und Graz, die in erster Linie aber nur der Erweiterung ihres Allgemeinwissens dienten.
1922 verlor Gertrud Gabriela Schmirger ihren Vater, sie und ihre Mutter mussten ihren Lebensstil ändern und sich nach einem Einkommen umsehen. Sie gingen daran, ein Obstgut zu bewirtschaften und eine Baumschule einzurichten. Da den Winter über die Arbeit ruhte, unternahmen Witwe und Tochter in der kalten Jahreszeit Reisen ins Ausland. War damit zunächst nur eine angenehme Freizeitgestaltung verbunden, geschah es später „eigentlich nur des Quellen- und Milieustudiums wegen“. Da ihr Texte in Latein, Italienisch, Französisch und Englisch keine Schwierigkeiten bereiteten, konnte sie sich mühelos in Akten und Literatur vertiefen.
Die literarische Tätigkeit setzte in den frühen dreißiger Jahren ein und war so ergiebig, dass ein umfangreicher Roman auf den andern folgte. 1933 wandte sie sich mit ihrem Erstling an den Speidel-Verlag, der bereit war, die epische Dichtung der Kärntnerin ins Buchprogramm aufzunehmen, aber den Wunsch nach einem männlichen Autorennamen äußerte. „Die Autorin wählte den Namen Gerhart Ellert. Dieser entstand durch die Zusammensetzung der Namen von zwei Menschen, die ihr besonders nahe standen - durch den ihrer Mutter Gabrielle und den des Sankt Pauler Paters Engelbert Olbert.“
Der Roman hatte den Titel Der Zauberer und behandelte das Leben und Wirken von Gerbert von Aurillac, der einer der größten Gelehrten gegen Ende des ersten Jahrtausends war und als Papst 999 den Namen Silvester II. annahm. Wegen seines ungemein großen Wissens stand er im Ruf eines Zauberers.
In der Folge erschienen in regelmäßigen Abständen 17 ähnliche Romane. „Der große, schöpferische Mensch ist es vor allem, der den Dichter fesselt, und schicksalhaft scheinen Berufung und Größe mit Tragik verbunden. Einsamkeit, Verzicht und Opfer erleben Ellerts Helden, seien es weltliche Herrscher oder Kirchenfürsten, Volksführer oder Religionsstifter, Staatsmänner oder Künstler.“
In der zweiten Hälfte der fünfziger Jahre wandte sich die Schriftstellerin dem jugendlichen Leser zu und schrieb eigens für ihn mehrere Bücher. Das blaue Pferd von 1958 enthielt Erzählungen, mit denen dem heranwachsenden Menschen Kunstwerke nahegebracht wurden. 1959 folgten unter dem Titel Auf endlosen Straßen in 17 Bildern Episoden aus der Kulturgeschichte der Menschheit. Für dieses Buch wurde sie mit dem Österreichischen Staatspreis für Jugendliteratur ausgezeichnet. 1960 erhielt sie den Ehrenring der Heimatstadt Wolfsberg, und 1966 wurde ihr der Titel Professor verliehen.
Alle Bücher von Gerhart Ellert alias Gertrud Schmirger wurden von österreichischen Verlegern betreut; die großen Romane erschienen bei Speidel in Wien und die Jugendbücher beim Österreichischen Bundesverlag in Wien.
Zugang zu den historischen Persönlichkeiten, über die sie schrieb, fand sie durch ihre zahlreichen Reisen in nahezu alle Länder Europas und Nordafrikas, in den Nahen und mittleren Osten, in die USA, nach Mexiko und Mittelamerika. Die Autorin stellte einmal fest: „Nicht ich selbst wähle den Stoff für meine Bücher, sondern der Stoff erfasst mich.“
Am 7. Mai 1975 starb die Schriftstellerin. In einem Nachruf hieß es:
„Es gibt nur wenige Schriftsteller mit solch tiefem Empfinden, so beseelt vom menschlichen Reichtum der geschichtlichen Welt und all den geheimnisvollen Kräften in vergangenen Jahrhunderten wie Gerhart Ellert. In all seinen Werken, in den Schicksalen der handelnden Personen tritt die starke Persönlichkeit, die ausgeprägte Eigenart eines Menschen hervor, der von der unerschöpflichen Mannigfaltigkeit des Lebens weiß.“
Gertrud Schmirger liegt am Wolfsberger Stadtfriedhof begraben. Ihren Nachlass hütet das Benediktinerstift St. Paul, dem sie sich bis zuletzt verbunden fühlte. 1985 wurden eigene Museumsräume eingerichtet, die Gertrud Schmirger gewidmet sind.

## Auszeichnungen
- 1959 Österreichischer Staatspreis für Kinder- und Jugendliteratur

## Werke (Auswahl)
Prosa

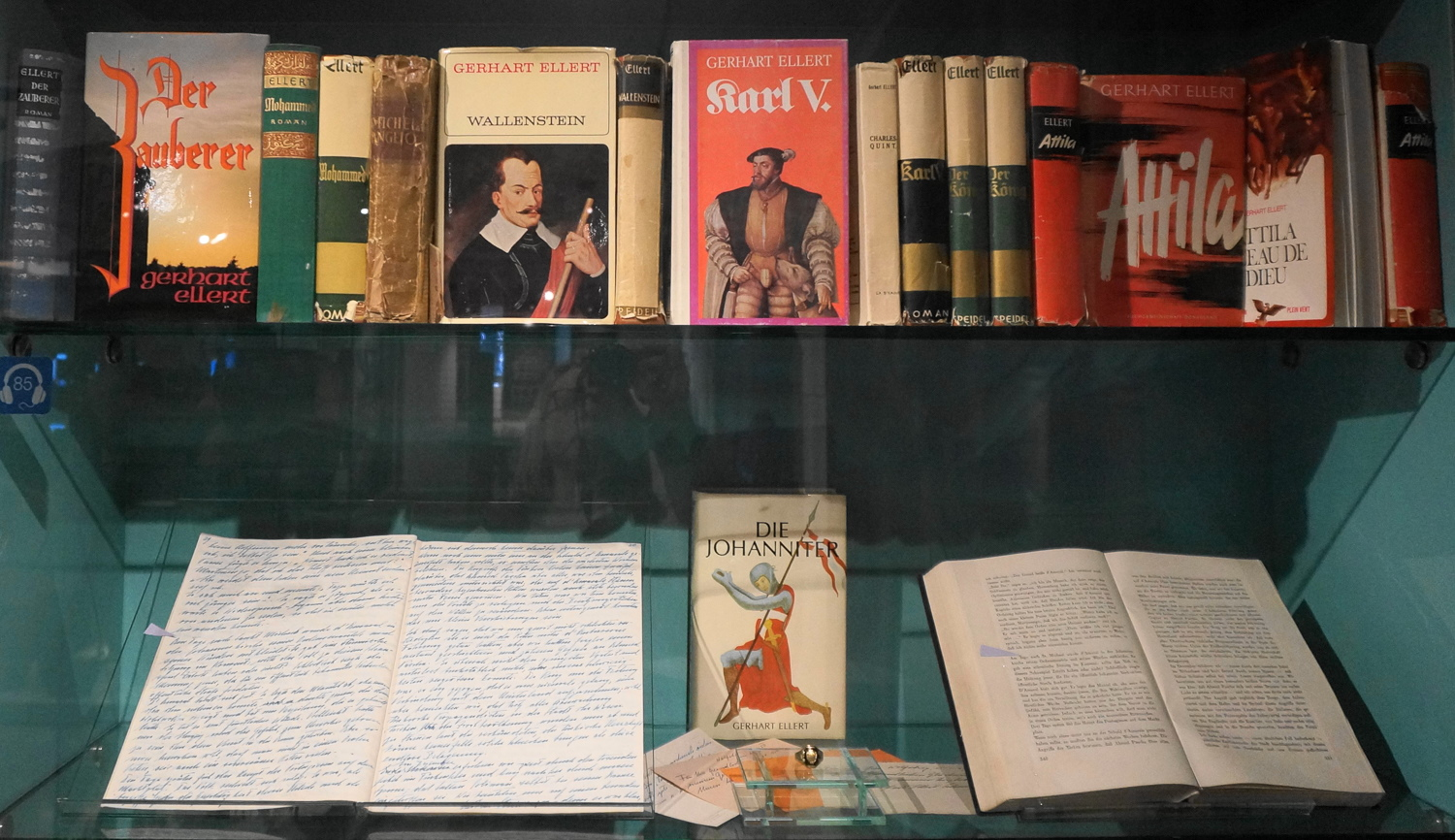
Werke Gerhart Ellert

- Der Zauberer. Roman. F. Speidelsche Verlagsbuchhandlung, Wien und Leipzig 1933. Neuausgabe: Carinthia, Klagenfurt 1981, ISBN 3-85378-185-3.
- Attila. Roman. Speidel, Wien 1934. Neuauflage 1950 und öfter.
- Karl V. Roman. Speidel, Wien 1935. Neuausgabe: Verlag das Berglandbuch, Salzburg 1980, ISBN 3-7023-0129-1.
- Der König. Erzählung. Speidel, Wien 1936.
- Wallenstein. Roman. Speidel, Wien 1937. Neuausgabe: Kremayr & Scheriau, Wien 1968.
- Mohammed. Roman. Scheuermann, Wien 1938. Neuausgabe unter dem Titel: Mohammed. Halbmond und Schwert; der Gründer des Islam. Lübbe Verlag, Bergisch Gladbach 1979, ISBN 3-404-01330-1.
- Nach der Sühne. Roman. F. Speidelsche Verlagsbuchhandlung, Wien und Leipzig 1940.
- Michelangelo. Roman. Speidel, Wien 1942. Neuausgabe: Bastei-Lübbe, Bergisch Gladbach 1980, ISBN 3-404-61051-2.
- Das Licht. Roman. Speidel, Wien und Leipzig 1944.
- Die Johanniter. Es begann in Jerusalem; Roman. Speidel, Wien 1947. Neuausgabe: Universitas-Verlag, München 1989, ISBN 3-8004-1385-X.
- Richelieu. Roman. Speidel, Wien 1948.
- Paulus aus Tarsos. Roman. Speidel-Verlag, Wien 1951.
- Ich, Judith, bekenne. Roman. Speidel, Wien 1952.
- Das Tor ist nie verschlossen. Das Schicksal des Sankt Bernhard Passes. Speidel, Wien 1954.
- Mauern um Rom. Roman. Speidel, Wien 1955. Neuauflage: Verlag das Berglandbuch, Salzburg 1980, ISBN 3-7023-0130-5.
- Der Goldschatz. Österreichischer Bundesverlag, Wien 1956. Neuausgabe unter dem Titel: Der Goldschatz im Römerlager. 4. Auflage. Österreichischer Bundesverlag, Wien 1967.
- Jacobe Oderkamp. Ein Frauenroman aus der Hansezeit. Bertelsmann, Gütersloh 1958.
- Das blaue Pferd. Erzählungen zu Kunstwerken. Österreichischer Bundesverlag, Wien 1958.
- Alexander der Große. Historischer Roman. Hoch Verlag, Düsseldorf 1959.
- Gregor der Große. Neff, Wien 1961.
- Die Katze der Herzogin. Erzählung aus der Babenbergerzeit. Österreichischer Bundesverlag, Wien 1961. Lizenz-Ausgabe: Thienemann, Stuttgart 1964.
- Mahmud II., Sohn der Französin. Roman. Neff, Wien 1963.
- Der blinde Löwe von San Marco. Roman. Speidel, Wien 1966.
- Herzog Tassilos Trossbub. Österreichischer Bundesverlag, Wien 1967.
- Columban der Ire. Roman. Verlag Neff, Wien 1968.
- Lösegeld für Dorothy. Ueberreuter, Wien 1971.

Bühnenwerke
- Der Doge Foscari. Schauspiel in 6 Akten. Speidel, Wien 1936.
- Es war Ihr Wunsch, Majestät. Komödie in 6 Bildern. Speidel, Wien 1946.
- Peter de Vinea. Schauspiel in 3 Akten. Bühnenverlag Ahn & Simrock, Berlin 1947.

Sachbücher
- Kreuzritter. Der Heldenkampf des Malteserordens. Junge Welt, Opladen 1953. Neuauflage: Herder, Freiburg 1955.
- Auf endlosen Strassen. Abenteuer der Menschheit. Österreichischer Bundesverlag, Wien 1958.
- Propheten, Könige und Kalifen. Alter Orient, neu geschaut. Österreichischer Bundesverlag, Wien 1960.
- Das Abenteuer des Forschens. Weg und Schicksal Europas in seinen Hohen Schulen. Österreichischer Bundesverlag, Wien 1963.
- Die schweigenden Jahrhunderte. Das Urchristentum im Zwielicht der Geschichte. Verlag Neff, Wien 1965.
- Alexander der Große und sein Weltreich. Ueberreuter, Wien 1968.
- Europas verlorene Küste. Nordafrika im Bild der Geschichte. Kremayr & Scheriau, Wien 1970.